# Rhopalogaster lineata
Rhopalogaster lineata là một loài ruồi trong họ Asilidae. Rhopalogaster lineata được Hermann miêu tả năm 1912. Loài này phân bố ở vùng Tân nhiệt đới.